# Alonso Polar
Alonso Polar fue un abogado y empresario peruano con más de 30 años de trayectoria profesional en economía, banca, mercados financieros y de capitales. Fue presidente de la Bolsa de Valores de Lima y gerente general del Banco Central de Reserva del Perú. Fue presidente del directorio, además de socio director y fundador, de Macroconsult.

## Biografía
Alonso Polar se graduó como abogado en la Pontificia Universidad Católica del Perú. Luego siguió estudios de economía en el Woodrow Wilson School of Public and International Affairs de Princeton University y en el Economics Institute de University of Colorado.
Fue presidente de la Bolsa de Valores de Lima y del Instituto Peruano de Acción Empresarial (IPAE) Archivado el 28 de agosto de 2011 en Wayback Machine.. También fue director del Banco de la Nación del Perú, el Banco Sudamericano, El Sol Compañía de Seguros, SECREX, la Corporación Financiera de Desarrollo (Cofide), la Reaseguradora Peruana y el Banco de Fomento Agropecuario del Perú. 
De igual manera, se desempeñó como gerente general del Banco Central de Reserva del Perú, del Banco Continental y del Banco Industrial.
En 1985 fundó la firma consultora Macroconsult, junto a otros cuatro socios, todos provenientes de las canteras del Banco Central de Reserva.
En la campaña presidencial del 2001, Alonso Polar fue parte del equipo de profesionales que elaboró el Plan de Gobierno para la alianza Unidad Nacional, liderada por la excongresista Lourdes Flores Nano. Fue responsable de los lineamientos en política financiera (mercado de capitales, sistema bancario y seguros).